# Кипиани, Торнике
Торнике Кипиани (груз. თორნიკე ყიფიანი; 11 декабря 1987, Тбилиси, Грузинская ССР, СССР) — грузинский певец. Представитель Грузии на конкурсе песни «Евровидение-2021». Первоначально он должен был представлять Грузию на ныне отменённом «Евровидении-2020», с песней «Take Me As I Am» во втором полуфинале конкурса 14 мая 2020 года.

## Биография
По профессии Торнике архитектор. В детстве родители водили его на занятия скрипкой, однако от занятий пришлось отказаться, поскольку ему самому это не нравилось. Позже он увлёкся гитарой.
Впервые стал широко известен грузинской публике в 2014 году, после победы на грузинской версии шоу «X Factor».
В 2017 году Кипиани участвовал в национальном отборе Евровидения с песней «You Are My Sunshine», но не прошёл отбор.
В 2019 году он стал победителем музыкального проекта «Звезда Грузии». В финальном выпуске он исполнил песню «Love, Hate, Love» американской группы Alice in Chains и одержал победу по результатам голосования телезрителей, набрав 33,82% голосов. Как победитель телепроекта, Кипиани был выбран представителем Грузии на конкурсе песни Евровидение-2020, который так и не состоялся в мае в Роттердаме. Конкурсная песня была представлена в конце января. В Нидерландах певец выступил бы с песней «Take Me As I Am». Как говорит Кипиани, это композиция о людях и любви между народами. Она будет сочетать в себе разные жанры: рок, электронную музыку и элементы дабстепа. 
Вещатель Грузии подтвердил, что певец отправится на «Евровидение-2021».